# Décès en 1378
Décès
- 1374
- 1375
- 1376
- 1377
- 1378
- 1379
- 1380
- 1381
- 1382

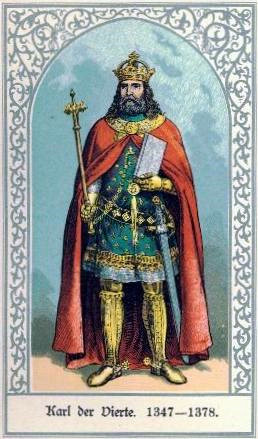
Charles IV du Saint-Empire, mort en 1378.

Cette page dresse une liste de personnalités mortes au cours de l'année 1378 :
- 6 février : Jeanne de Bourbon, reine de France.
- 12 février : Alexis, métropolite de Moscou.
- 27 mars : Grégoire XI, 201e pape.
- 5 avril : Gusai, moine japonais zen et poète du genre renga.
- 10 mai : Ayourchiridhara, empereur à Karakorum.
- juin : Jean d'Arckel, prince-évêque de Liège.
- 13 juin : Gérard de Dainville, évêque d'Arras, de Thérouanne puis de Cambrai.
- 21 juin[1] : Pierre du Tertre, secrétaire de Charles II de Navarre, exécuté.
- 22 juillet : Owain Lawgoch ou Owain ap Tomas ap Rhodri, prince gallois.
- 4 août : Galéas II Visconti, seigneur de Milan.
- 4 septembre : Bartolomeo Bulgarini, ou Bartolomeo di Misser Bolgarino ou Bolgarini, peintre italien gothique de l'école siennoise.
- 29 novembre : Charles IV du Saint-Empire, empereur des Romains.
- 26 décembre : Otton III de Montferrat, marquis de Montferrat.

- Étienne Aubert, abbé de Saint-Allyre à Clermont d'Auvergne, recteur du Comtat Venaissin.
- Gilles Aycelin de Montaigut, évêque de Lavaur, de Thérouanne, puis de Tusculum, cardinal-prêtre de SS. Silvestro e Martino ai Monti.
- Guillaume de Rancé, évêque de Séez.
- Jacques de Rue, chambellan de Charles II de Navarre.
- Jean le Brun, évêque de Tréguier.
- Ala-ud-din Mujahid Shah, troisième roi de l'Empire Bahmanide.
- Daud Shah I, 4e roi des bahmanides.
- Francesco Tebaldeschi, légat apostolique à Rome, à Sabina, des provinces de Campagne et Maritime et du patrimoine de Saint Pierre et du duché de Spolète, cardinal-prêtre de S. Sabina.
- Thomas de Wratislavia, médecin polonais et évêque de Sarepta (Liban).

## Crédit d'auteurs
- Cet article est partiellement ou en totalité issu de l'article intitulé « 1378 » (voir la liste des auteurs).